# Jorge Cauhy
Jorge Cauhy Júnior (Uberaba, 27 de janeiro de 1924 — Brasília, 31 de maio de 2005) foi um comerciante e político brasileiro. Integrou a Câmara Legislativa do Distrito Federal por três mandatos, de 1991 a 2003.

## Biografia
Natural de Uberaba, Cauhy era filho de imigrantes libaneses e tinha treze irmãos. Passou sua infância e adolescência na cidade mineira de Uberlândia, onde o pai estabeleceu uma loja de tecidos. Naquela cidade trabalhou, ainda jovem, como mecânico. Mudou-se para Brasília em outubro de 1959, antes desta ser inaugurada, e ali atuou como comerciante.
Ligado ao espiritismo, Cauhy criou instituições como Lar dos Velhinhos Maria Madalena, a Casa da Mãe Solteira e a Casa da Sopa. Igualmente, presidiu a Associação Comercial do Núcleo Bandeirante e dirigiu a Associação Comercial do Distrito Federal. Na eleição de 1990, elegeu-se deputado distrital pelo Partido Liberal (PL) com 8.712 votos.
Como deputado distrital, Cauhy foi vice-presidente e presidente da Comissão de Assuntos Sociais e presidente da Comissão de Defesa dos Direitos Humanos e Cidadania. Após migrar para o Partido Progressista (PP), foi reeleito no pleito de 1994 com 9.255 votos. Candidatou-se novamente à reeleição em 1998, desta vez pelo Partido do Movimento Democrático Brasileiro (PMDB), obtendo a suplência, o que lhe permitiu eventualmente fazer parte da terceira legislatura.
Cauhy passou a integrar o rol de filiados ao Partido da Frente Liberal (PFL) e por esta agremiação foi reeleito em 2002, com 10.930 votos. Faleceu, no exercício do cargo, em maio de 2005. Na época, era o deputado distrital mais idoso, estando afastado, em licença médica, desde o início daquele mês. Vitimado por câncer, foi sepultado no cemitério Campo da Boa Esperança.
Cauhy foi homenageado postumamente com a designação do Plenário da Câmara Legislativa em seu nome, pela Vila Cauhy, localizada no Núcleo Bandeirante, pelo Lar dos Velhinhos Jorge Cauhy e pelo Setor Gráfico Jorge Cauhy Júnior.